# Horvatia andicola
Horvatia andicola är en orkidéart som beskrevs av Leslie Andrew Garay. Horvatia andicola ingår i släktet Horvatia och familjen orkidéer. Inga underarter finns listade i Catalogue of Life.